# Winthrop Palmer
Winthrop Hale „Ding” Palmer, Jr.  (Summit, New Jersey, 1906. december 5. – Madison, Connecticut, 1970. február 4.) olimpiai ezüstérmes és világbajnok amerikai jégkorongozó.
Egyetemistaként a Yale Egyetemen játszott. Több egyetemi rekordot is tartott. Az 1932. évi téli olimpiai játékokon, a jégkorongtornán, Lake Placidban, játszott a amerikai jégkorong-válogatottban. Csak négy csapat indult. Oda-visszavágós rendszer volt. A kanadaiaktól kikaptak 2–1-re, majd 2–2-es döntetlent játszottak. A németeket 7–0-ra és 8–0-ra győzték le, végül a lengyeleket 5–0-ra és 4–1-re verték. Ez az olimpia világbajnokságnak is számított, így világbajnoki ezüstérmesek is lettek. Mind a 6 mérkőzésen játszott és 8 gólt ütött, valamint 1 gólpasszt adott.
Az 1933-as jégkorong-világbajnokságon is részt vett és megtörték a kanadaiak uralkodását, mert a döntőben, hosszabbításban legyőzték őket. 5 mérkőzésen 10 gólt ütött.
1973-ban beválasztották az Amerikai Jégkorong Hírességek Csarnokába.